# ملك باربادوس
كان نظام الحكم في باربادوس نظامًا حكوميًا حيث فيه الملك الوراثي هو الحاكم ورئيس دولة باربادوس من عام 1966 إلى عام 2021. وتقاسمت باربادوس السيادة مع ممالك الكومنولث الأخرى، حيث كانت الملكية في البلاد منفصلة ومتميزة قانونيًا. فُوضت معظم الواجبات التنفيذية والاحتفالية للملكة إلى ممثلها وهو الحاكم العام لباربادوس.
أدى قانون استقلال باربادوس لعام 1966 إلى تحويل مستعمرة باربادوس إلى دولة باربادوس ذات السيادة مع إليزابيث الثانية رأسًا للدولة. وكانت الملكة الوحيدة منذ استقلال باربادوس حتى إلغاء النظام الملكي. وبذلك حصلت رسميًا على لقب ملكة باربادوس. إن التاج الباربادوسي يعمل في المقام الأول كضامن للحكم المستمر والمستقر وضمانة غير حزبية ضد إساءة استخدام السلطة.
أعلن الحاكم العام أثناء خطاب العرش في سبتمبر 2020 أن بربادوس ستنتقل من ملكية دستورية إلى جمهورية بحلول نهاية نوفمبر 2021. وأُلغي النظام الملكي في 30 نوفمبر 2021 -عندما أصبحت باربادوس جمهورية داخل الكومنولث- مع وجود الرئيس كقائد للدولة.

## الأصول

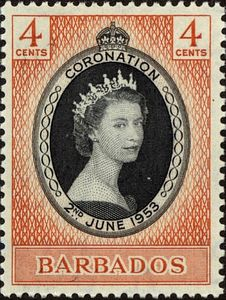
طابع التتويج 1953

يعود تاريخ النظام الملكي في باربادوس إلى تأسيس البلاد كمستعمرة، أولاً لإنجلترا ثم كجزء من الإمبراطورية البريطانية. قاموا بالمطالبة ببربادوس في عهد الملك جيمس الأول ملك إنجلترا في عام 1625 مع عدم استعمارها حتى عام 1627، عندما أنشأ الحاكم تشارلز وولفرستون -باسم الملك تشارلز الأول- أول مستوطنة على الجزيرة. وبحلول القرن الثامن عشر أصبحت بربادوس واحدة من المراكز الرئيسية للسلطة البريطانية في جزر الهند الغربية البريطانية. ونتيجة للعبء الاقتصادي المتمثل في الرسوم والقيود التجارية، حاول بعض سكان بربادوس بما في ذلك كاتب الجمعية العامة، الإعلان في عام 1727 عن انتهاء صلاحية قانون التسوية لعام 1701 في المستعمرة؛ لأن الحاكم هنري وورسلي لم يتلق تفويضًا جديدًا من الملك جورج الثاني عند توليه العرش. وهكذا رفض سكان بربادوس دفع ضرائبهم لحاكم اعترفوا بأنه لا يتمتع بأية سلطة. وأكد المدعي العام والمحامي العام لبريطانيا العظمى أن وورسلي كان من حقه تحصيل الديون المستحقة. ولكن وورسلي استقال من منصبه قبل وصول التوجيه إلى بربادوس.
بعد محاولة إنشاء اتحاد مع مستعمرات جزر الهند الغربية الأخرى في عام 1958 استمرت بربادوس كمستعمرة تتمتع بالحكم الذاتي تحت إشراف المكتب الاستعماري حتى حصلت على الاستقلال بتوقيع الملكة إليزابيث الثانية على مرسوم استقلال بربادوس في عام 1966. أما قانون استقلال بربادوس لعام 1966 -الذي أقره برلمان المملكة المتحدة- فقد حول مستعمرة بربادوس إلى دولة ذات سيادة ونظام ملكي دستوري مستقل. حيث مثّل الملكة في احتفالات الاستقلال ابن عمها الأمير إدوارد دوق كنت. وفي يوم الاستقلال افتتح الأمير الدورة الثانية للبرلمان الأول نيابة عن الملكة.

## التاج الباربادوسي وجوانبه

شارة ضابط الصف من الدرجة الثانية في قوة دفاع باربادوس التي تحمل شعار سانت إدواردز

منذ استقلال بربادوس كان لتاج البلاد طابع مشترك ومنفصل، حيث تم تقاسم السيادة بالتساوي مع ممالك الكومنولث الأخرى، في حين كان دور السيادة كملك لبربادوس -ممثلاً بنائب الملك والحاكم العام لبربادوس- متميزًا عن منصبه كملك لأي مملكة أخرى بما في ذلك المملكة المتحدة. وكان وزراء التاج الباربادوسيون فقط هم من يستطيعون تقديم المشورة للملك بخصوص شؤون دولة باربادوس. وبذلك توقفت الملكية عن كونها مؤسسة بريطانية حصرية وأصبحت في بربادوس مؤسسة بربادوسية أو "مؤسسة متمدنة".
وقد وضح هذا التقسيم بعدة طرق: على سبيل المثال كانت الملكة تحمل لقبًا بربادوسيًا فريدًا، وعندما كانت تتصرف علنًا كممثلة لبربادوس على وجه التحديد كانت تستخدم حيثما أمكن رموزًا بربادوسية بما في ذلك العلم الوطني للبلاد ورموز ملكية فريدة. ووفقًا لقانون النشيد الوطني الباربادوسي -عند وصول أو مغادرة الملك أو أحد أفراد العائلة المالكة- يُعزف النشيد الوطني الباربادوسي فقط (في الوفرة وفي وقت الحاجة [الإنجليزية]).
كان أحد الادعاءات التي قدمها أنصار النظام الملكي هو أنه "يحافظ على خط الاستقرار مفتوحًا" إن إقامة الملك خارج البلاد تعني أن السلطة التنفيذية الشرعية لن تتأثر بأي غزو معادٍ لبربادوس أو أي حدث آخر قد يجعل الحكومة القائمة بأكملها عاجزة أو غير قادرة على العمل بأي وجه آخر. ولم ينشأ مثل هذا الوضع ومع ذلك ربما كان من الممكن أن يكون مفيدًا لو توقَف مؤامرة غزو عملية الكلب الأحمر - التي استهدفت كومنولث دومينيكا وعلى الأرجح بربادوس.

### اللقب
بعد فترة وجيزة من الاستقلال اعتمدت إليزابيث الثانية -بناءً على طلب رئيس وزراء بربادوس- أسلوبًا وألقابًا منفصلة ومتميزة في دورها كملكة بربادوس. وبموجب إعلان ملكي صدر في 24 أبريل 1967 ونُشر لاحقًا في الجريدة الرسمية لبربادوس، أصبح أسلوب الملكة وألقابها فيما يتعلق ببربادوس: إليزابيث الثانية وبنعمة الله وملكة بربادوس وممالكها وأقاليمها الأخرى ورئيسة الكومنولث.
يعكس هذا الأسلوب مكانة بربادوس كملكية مستقلة مسلطًا الضوء على دور الملكة على وجه التحديد كملكة بربادوس، وبالإضافة إلى الجانب المشترك للتاج في جميع ممالك الكومنولث. عادةً ما كان يُطلق على الملكة لقب "ملكة بربادوس" وكانت تخاطب بهذا الاسم عندما تكون في بربادوس، أو تؤدي واجبات نيابة عن بربادوس في الخارج.

### الوراثة
بموجب العرف، كانت خلافة العرش في بربادوس تخضع لقوانين المملكة المتحدة؛ فكان أي شخص يتولى العرش في بريطانيا يصبح تلقائيًا ملكًا لبربادوس أيضًا. تكون الخلافة في بريطانيا -بالنسبة لأولئك الذين ولدوا قبل 28 أكتوبر 2011- عن طريق الأحقية للذكر البكر، وبالنسبة للأشخاص الذين ولدوا بعد 28 أكتوبر 2011 عن طريق المولود البكر المطلق، ويحكمها القانون العام وقانون التسوية 1701 وقانون الحقوق 1689 وقانون خلافة التاج 2013.
مع أن هذه القوانين لا تزال تقع ضمن سيطرة البرلمان البريطاني فإن المملكة المتحدة لا تستطيع تغيير قواعد الخلافة دون موافقة إجماعية من الممالك الأخرى، ما لم تترك صراحة العلاقة الملكية المشتركة، والتي تُشبّه بمعاهدة بين هذه البلدان. وأشارت بربادوس آخر مرة إلى موافقتها على تغيير خط الخلافة في عام 2013، عندما أقر البرلمان البربادوسي قانون خلافة العرش لعام 2013، والذي يعني قبول الهيئة التشريعية لمشروع قانون خلافة العرش البريطاني لعام 2013.

## تجسيد الدولة
كان يُنظر إلى الملك باعتباره تجسيدًا أو شخصية قانونية لدولة بربادوس. لذلك قاموا بالإشارة إلى الدولة باسم صاحبة الجلالة في حق بربادوس. وكانت الملكة -بصفتها صاحبة السيادة وليست كفرد- هي المالكة لجميع أراضي الدولة (تسمى أراضي التاج )، والمباني والمعدات (تسمى ممتلكات التاج)، بالإضافة إلى حقوق الطبع والنشر لجميع الأعمال الأدبية والفنية (تسمى حقوق الطبع والنشر للتاج). كما قام الملك أو الحاكم العام بتوظيف موظفي الحكومة (الخدمة المدنية)، وكذلك قضاة المحكمة العليا وأعضاء قوة دفاع باربادوس وضباط الشرطة وأعضاء مجلس الشيوخ.

كان الملك هو موضع قسم الولاء -المطلوب من العديد من موظفي التاج وكذلك من المواطنين الجدد- وفقًا لقسم المواطنة المنصوص عليه في قانون مواطنة باربادوس. وقد كان ذلك ردًا على قسم التتويج الذي أقسمته الملكة حيث وعدت بحكم شعوب ممالكها "وفقًا لقوانينهم وعاداتهم الخاصة". وهذا نص قسم الولاء في بربادوس:
"أنا (الاسم) أقسم أنني سأكون مخلصًا وأحمل الولاء الحقيقي لصاحبة الجلالة الملكة إليزابيث الثانية، وورثتها وخلفائها وفقًا للقانون. ساعدني يا الله.

## الدور الدستوري والامتياز الملكي

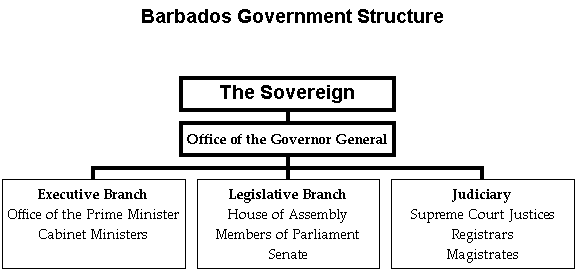
هيكل الحكومة الباربادوسية: 1966-2021

وقد أعطى دستور عام 1966 للبلاد نظامًا برلمانيًا حكوميًا مشابهًا للممالك الأخرى في الكومنولث، حيث كان دور الملك والحاكم العام قانونيًا وعمليًا ولكن ليس سياسيًا. وكان يُنظر إلى التاج باعتباره مؤسسة تتقاسم عدة أجزاء سلطتها مع الكل، حيث يكون الملك هو الشخص في مركز البناء الدستوري مما يعني أن جميع سلطات الدولة كانت دستوريًا في يد الملك. وينص الدستور على أن يقوم الحاكم العام -الذي يعينه الملك بناءً على نصيحة رئيس وزراء بربادوس- بأداء معظم الواجبات المنزلية للملكة.
كانت جميع مؤسسات الحكومة تعمل تحت سلطة الملك، وكانت السلطات الواسعة التي تنتمي إلى التاج الباربادوسي تُعرف مجتمعةً باسم الامتياز الملكي. لم يكن الحصول على موافقة البرلمان ضروريًا لممارسة الامتياز الملكي، وبالإضافة إلى ذلك كانت موافقة التاج ضرورية قبل أن يتمكن أي من مجلسي البرلمان من مناقشة مشروع قانون يؤثر على امتيازات الملك أو مصالحه.
وقد أُشير إلى حكومة بربادوس رسميًا أيضًا باسم حكومة صاحبة الجلالة. وزيادة على ذلك نص الدستور على أن أي تغيير في منصب الملك أو ممثل الملك في بربادوس يتطلب موافقة ثلثي جميع أعضاء كل من مجلسي البرلمان.

### التنفيذي

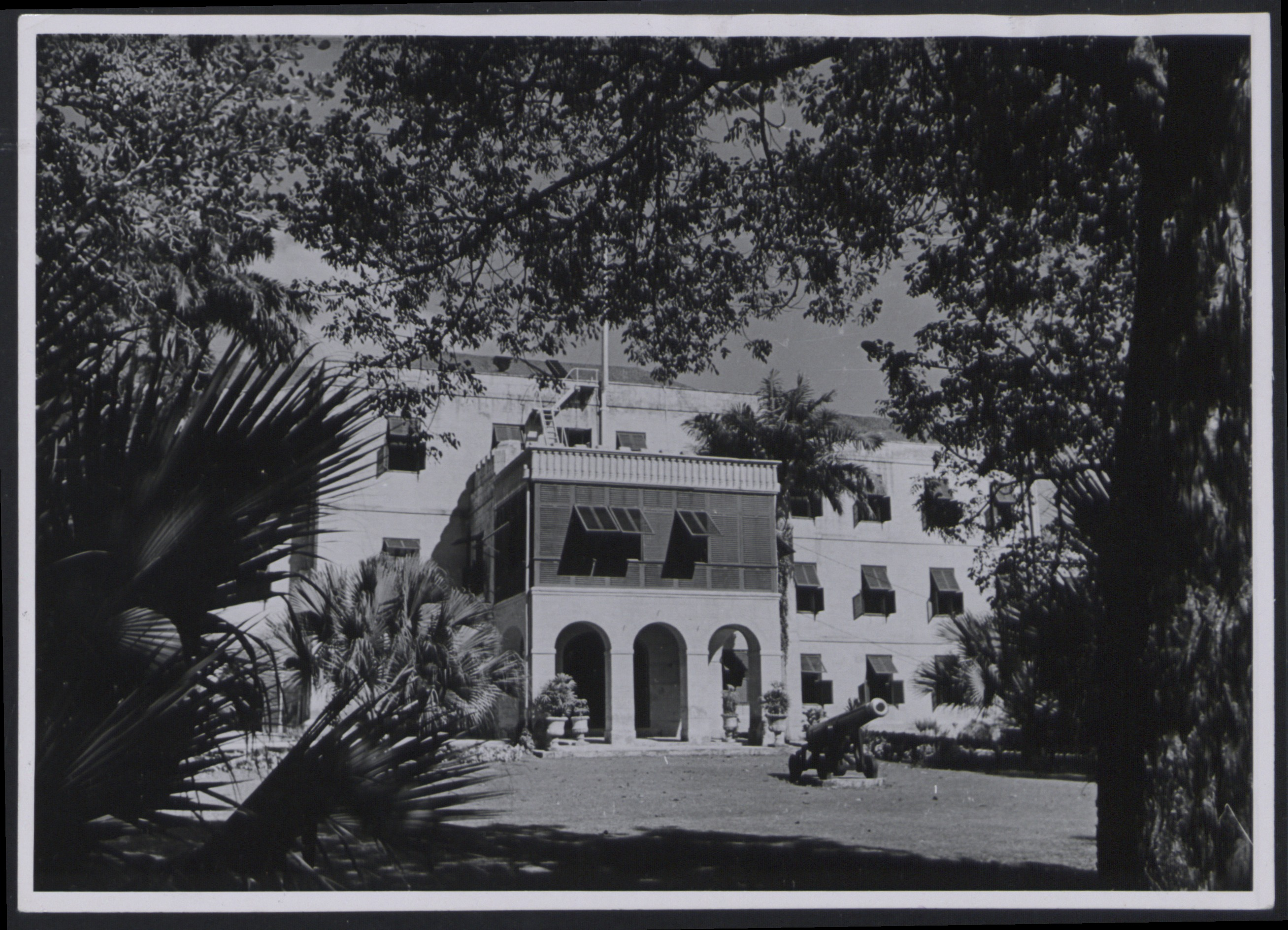
دار الحكومة - مقر إقامة الحاكم العام لبربادوس

كانت إحدى الواجبات الرئيسية للتاج هي تعيين رئيس الوزراء، والذي يتولى بعد ذلك رئاسة مجلس الوزراء ويقدم المشورة للملك أو الحاكم العام حول كيفية تنفيذ سلطاتهم التنفيذية على جميع جوانب العمليات الحكومية والشؤون الخارجية. كما كان دور الملك ودور نائب الملك رمزيًا وثقافيًا بالكامل تقريبًا، حيث كان بمثابة رمز للسلطة القانونية التي تعمل بموجبها جميع الحكومات والوكالات بينما وجه مجلس الوزراء استخدام الامتياز الملكي، والذي تضمن امتياز إعلان الحرب والحفاظ على سلام الملكة وتوجيه تصرفات قوة دفاع باربادوس، بالإضافة إلى استدعاء البرلمان وتأجيله والدعوة إلى إجراء انتخابات. ومع ذلك من المهم أن نلاحظ أن الامتياز الملكي كان ملكًا للتاج وليس لأي من الوزراء، مع أنه ربما بدا الأمر كذلك في بعض الأحيان، ويسمح الدستور للحاكم العام باستخدام هذه الصلاحيات من جانب واحد فيما يتعلق بإقالة رئيس الوزراء وحل البرلمان وإقالة القاضي في حالات الأزمات الدستورية الاستثنائية.
كانت هناك أيضًا بعض الواجبات التي كانت تؤديها الملكة على وجه التحديد، مثل تعيين الحاكم العام أو إنشاء الأوسمة البربادوسية.
للحفاظ على استقرار الحكومة قام الحاكم العام بتعيين الشخص الأكثر احتمالاً للحفاظ على دعم مجلس النواب كرئيس للوزراء. كما عين الحاكم العام مجلس وزراء بناءً على توجيهات رئيس الوزراء بما لا يقل عن خمسة وزراء آخرين من التاج. وأبلغ نائب الملك الملكة بقبول استقالة رئيس الوزراء وتنصيب رئيس وزراء جديد وأعضاء آخرين في الوزارة، وظلت على اطلاع كامل بالمستجدات من خلال الاتصالات المنتظمة مع وزرائها في بربادوس، وعقدت لقاءات منتظمة معهم كلما أمكن ذلك. التاج يُعين أعضاء مختلف الوكالات التنفيذية والمسؤولين الآخرين. كما يقع تعيين المستشارين الخاصين وأعضاء مجلس الشيوخ وقضاة المحكمة العليا أيضًا ضمن الاختصاص الملكي.

### الشؤون الخارجية

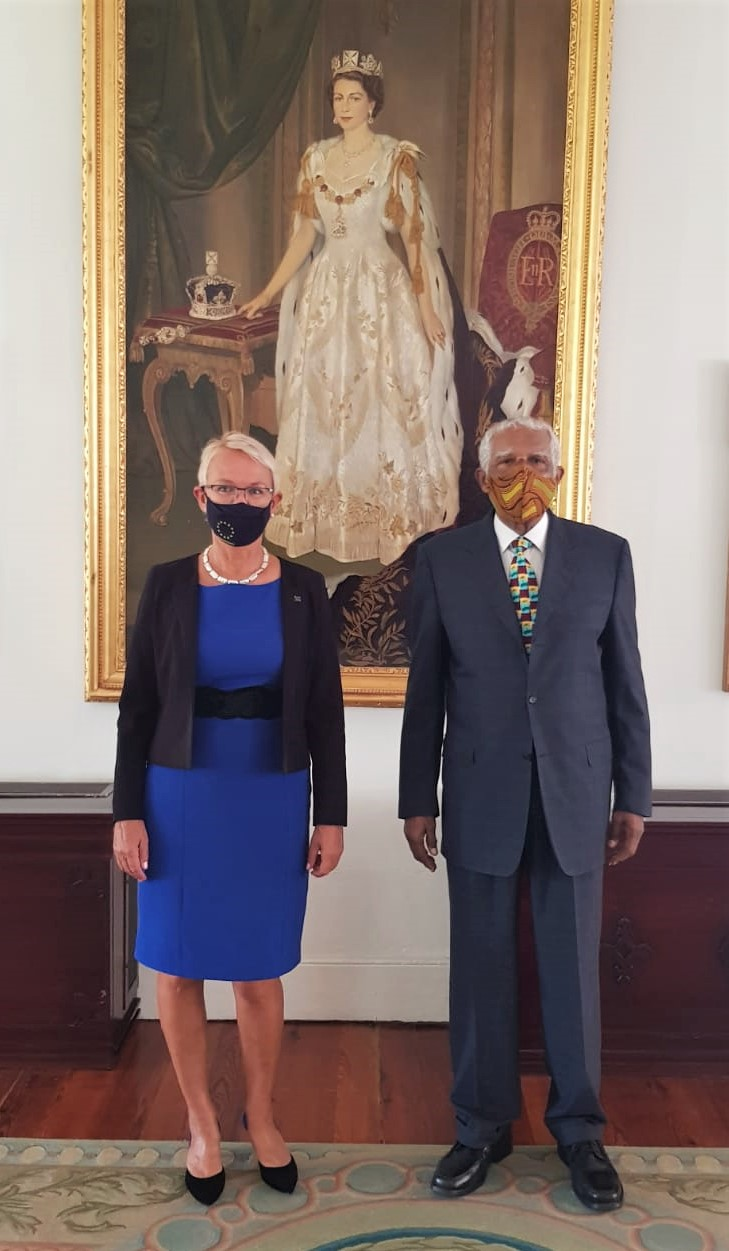
السير كين هيويت القائم بأعمال الحاكم العام لبربادوس، وسفيرة الاتحاد الأوروبي مالغورزاتا واسيليفسكا يقفان تحت صورة الملكة إليزابيث الثانية، بعد أن قدمت واسيليفسكا أوراق اعتمادها إلى هيويت

كما امتدت الامتيازات الملكية إلى الشؤون الخارجية: إذ صادق الحاكم العام على المعاهدات والتحالفات والاتفاقيات الدولية. وكما هو الحال مع الاستخدامات الأخرى للامتياز الملكي لم تكن هناك حاجة لموافقة برلمانية. ومع ذلك لا يمكن للمعاهدة أن تغير القوانين المحلية لبربادوس، إذ كان من الضروري صدور قانون من البرلمان في مثل هذه الحالات. كما اعتمد الحاكم العام -نيابة عن الملكة- المفوضين الساميين والسفراء البربادوسيين واستقبل دبلوماسيين من دول أجنبية. بالإضافة إلى ذلك كان إصدار جوازات السفر يقع ضمن نطاق السلطة الملكية، فأصدرت جميع جوازات السفر الباربادوسية باسم الحاكم العام الذي يعتبر ممثل الملك في باربادوس.

### البرلمان
كان الملك إلى جانب مجلس الشيوخ ومجلس النواب أحد المكونات الثلاثة للبرلمان الباربادوسي. وكانت سلطة التاج متجسدة في الهراوة التي تحمل تاجًا في قمتها، وعلى عكس الممالك الأخرى لم يكن لدى برلمان باربادوس سوى هراوة لمجلس النواب.
ومع ذلك لم يشارك الملك في العملية التشريعية بل شارك نائب الملك، وإن كان ذلك فقط في منح الموافقة الملكية. زيادة على ذلك نص الدستور على أن الحاكم العام هو المسؤول الوحيد عن تعيين أعضاء مجلس الشيوخ. وأجرى نائب الملك اثني عشر تعيينًا في مجلس الشيوخ بناءً على نصيحة رئيس الوزراء، واثنين بناءً على نصيحة زعيم المعارضة وسبعة بناءً على تقديره الخاص. كما قام نائب الملك باستدعاء البرلمان وتأجيله وحله، وبعد ذلك كان الحاكم العام في دار الحكومة عادة ما يتخلى عن أوامر إجراء الانتخابات العامة.

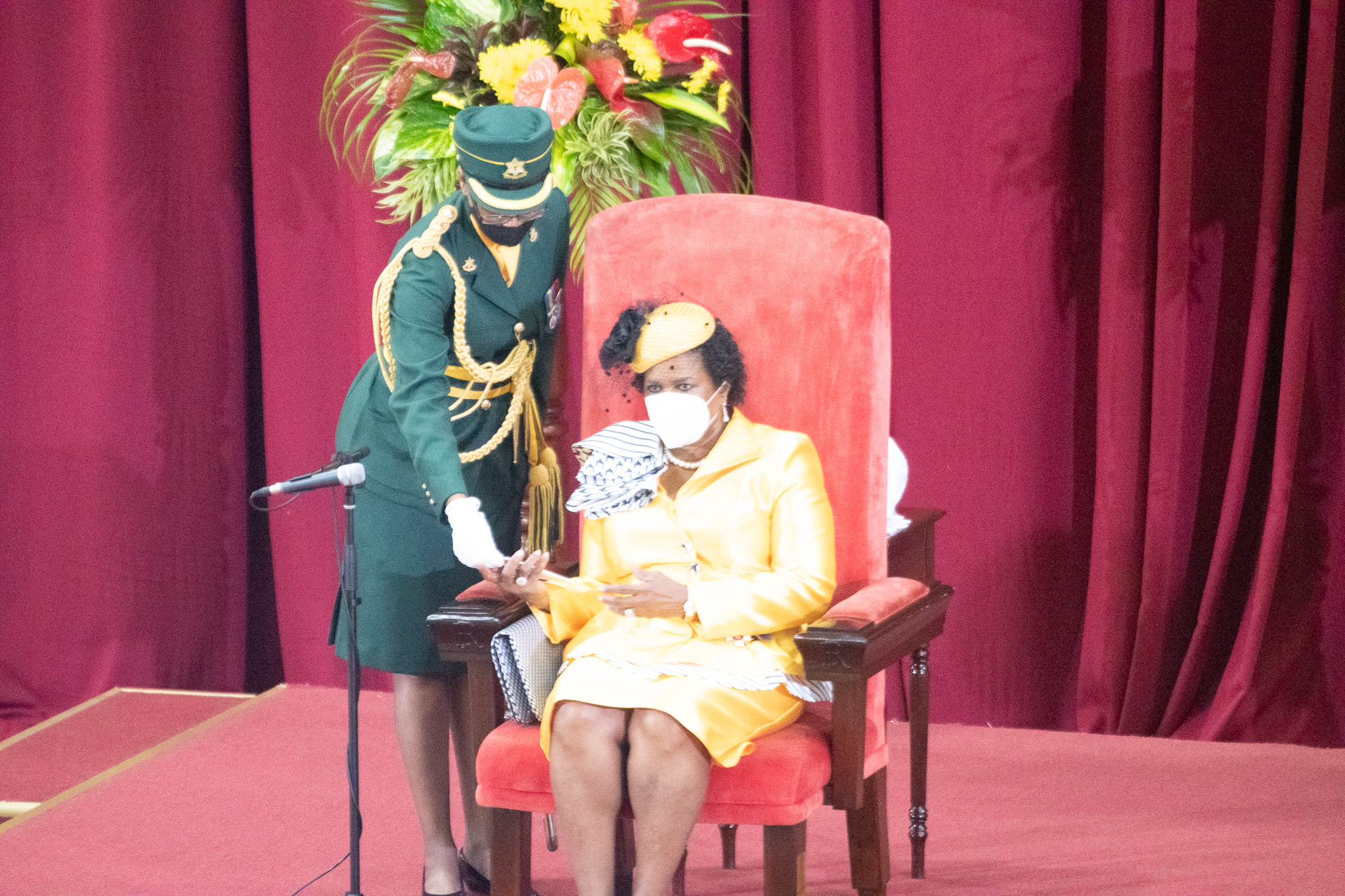
الحاكم العام يتلقى خطاب العرش في حفل افتتاح البرلمان عام 2020

تميزت الدورة البرلمانية الجديدة بافتتاح البرلمان حيث يقرأ الملك أو الحاكم العام خطاب العرش. وبما أن الملك ونائب الملك لم يتمكنا من دخول مجلس النواب فقد أُلقي خطاب العرش في قاعة مجلس الشيوخ، ثم قام رسول التاج باستدعاء أعضاء البرلمان إلى هذه الاحتفالات من مجلس العموم، بعد أن طرق أبواب مجلس النواب التي أُغلقت في وجهه رمزًا لمنع الملك من دخول المجلس.
لم تسن جميع القوانين في باربادوس إلا بعد حصول نائب الملك على الموافقة الملكية باسم الملك. وهكذا بدأت مشاريع القوانين بالعبارة التالية: "جلالة الملكة السامية تسن هذا القانون وبمشورة وموافقة مجلس الشيوخ ومجلس النواب في بربادوس وبسلطة كل منهما على النحو التالي". وكانت الموافقة الملكية والإعلان مطلوبين لجميع قوانين البرلمان، وعادة ما يتم منحها أو حجبها من قبل الحاكم العام مع الختم العام لبربادوس.

### المحاكم
في ممالك الكومنولث يكون الحاكم مسؤولاً عن تحقيق العدالة لجميع رعاياه ويُعتبر تقليديًا مصدر العدالة. في بربادوس كانت الجرائم الجنائية تعتبر قانونيًا جرائم ضد الملك، وترفع الدعاوى القضائية الخاصة بالجرائم التي تستوجب الاتهام باسم الملك في شكل قضية الملكة ضد [الاسم]. ومن ثم فقد نص القانون العام على أن الملك "لا يمكن أن يرتكب خطأ"، ولا يمكن محاكمة الملك في محاكمه الخاصة بتهمة ارتكاب جرائم جنائية.
يمكن للملك ومن ثم الحاكم العام -بناءً على نصيحة مجلس الوزراء في بربادوس- أن يُمنح الحصانة من الملاحقة القضائية، ويمارس الامتياز الملكي بالرحمة، ويعفو عن الجرائم ضد التاج إما قبل أو أثناء أو بعد المحاكمة. ويرد وصف لممارسة "حق الرحمة" في منح العفو وتبديل أحكام السجن في المادة 78 من دستور عام 1966.

كان على جميع القضاة في بربادوس أن يقسموا بأنهم سوف يخدمون ملك بربادوس "بشكل جيد وصادق" عند توليهم مناصبهم. وبموجب الدستور هذا نص القسم القضائي:
"أنا (الاسم) أقسم أنني سأخدم بشكل جيد وحقيقي السيدة صاحبة السيادة الملكة إليزابيث الثانية، ورثتها وخلفائها في منصب رئيس القضاة / قاضي الاستئناف / قاضي المحكمة العليا وسأفعل الصواب تجاه جميع أنواع الأشخاص وفقًا لقوانين وأعراف بربادوس دون خوف أو محاباة أو مودة أو سوء نية، لذا ساعدني يا الله".
ولكن الملكة لم تكن تحكم شخصياً في القضايا القضائية بل كانت الوظائف القضائية تتم باسمها. أما في القضايا الدولية -وباعتبارها دولة ذات سيادة وبموجب المبادئ الراسخة للقانون الدولي- فلم تكن ملكة بربادوس خاضعة لدعوى في المحاكم الأجنبية دون موافقتها الصريحة. بالإضافة إلى ذلك كان الملك أيضًا بمثابة رمز لشرعية المحاكم وسلطتها القضائية. وكانت صورة الملكة أو شعار النبالة الخاص ببربادوس تُعرض دائمًا في قاعات المحاكم في بربادوس. وكان القضاة يرتدون أيضًا زوجًا من القفازات البيضاء المقدمة من الملكة على حافة المنصة -والتي كانت تشير إلى سلطة المحكمة- على غرار الصولجان الاحتفالي للبرلمان.
إن أي محاولة لقتل الملك أو الحاكم العام تعتبر "خيانة عظمى"، وكان الشخص المذنب بهذه الجريمة يُحكم عليه بالإعدام.

## الدور الثقافي

### التاج ورتبة الشرف

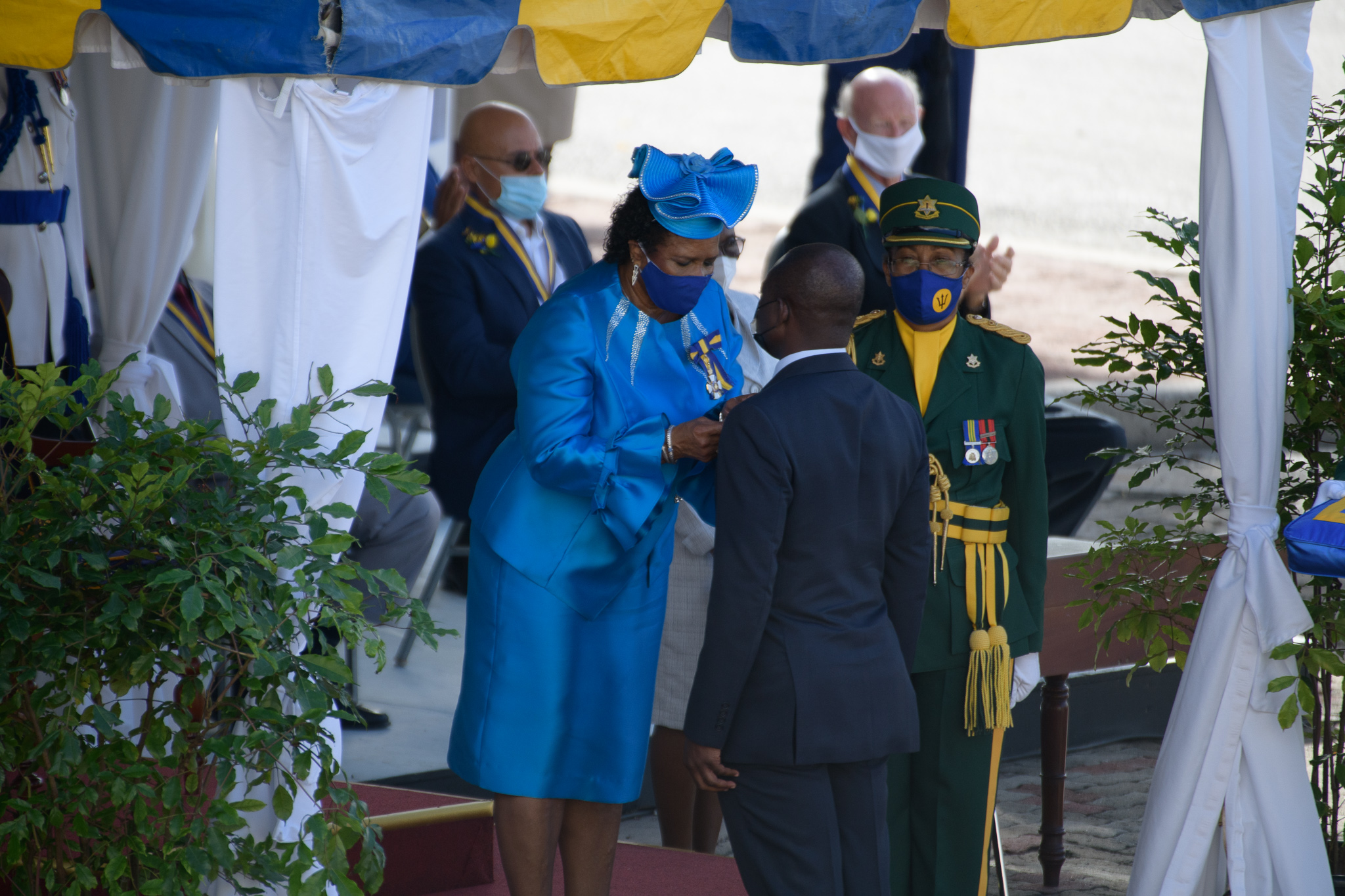
ممثل الملك -الحاكم العام- يمنح الأوسمة خلال حفل توزيع الجوائز الوطنية في استعراض يوم الاستقلال عام 2020

في ممالك الكومنولث يُعتبر الملك مصدر الشرف. وعلى نحو مماثل قامت الملكة -باعتبارها ملكة بربادوس- بمنح الجوائز والأوسمة في بربادوس باسمها. وقد مُنحت معظم هذه الأوسمة في كثير من الأحيان بناءً على نصيحة "وزراء صاحبة الجلالة في بربادوس".
أُنشئ نظام الأوسمة الوطنية الباربادوسية في عام 1980 بموجب أمر من ملكة باربادوس بموجب دليل التوقيع الملكي.

### التاج وقوات الدفاع
كان ملك بربادوس هو القائد الأعلى لقوة دفاع بربادوس.
كانت الملكة رأس قوة دفاع باربادوس، وقد انعكس ذلك في السفن البحرية في بربادوس والتي حملت البادئة أتش أم بي أس أي سفينة صاحبة جلالة بربادوس.
وظهر تاج القديس إدوارد على شارات ورتب قوة دفاع باربادوس العسكرية والبحرية، والتي كانت توضح النظام الملكي باعتباره مركز السلطة.
على كل عضو في قوة دفاع باربادوس أن يقسم قسم الولاء للملك عند توليه منصبه. وهذا نص القسم:
"أنا (الاسم) أقسم بالله العظيم أن أكون مخلصًا وأحمل الولاء الحقيقي لصاحبة الجلالة الملكة إليزابيث الثانية ورثتها وخلفائها، وأنني سألتزم بأمانة وإخلاص -كما في واجبي- الدفاع عن صاحبة الجلالة وورثتها وخلفائها شخصيًا وتاجها وكرامتها ضد جميع الأعداء، وسوف أحترم وأطيع جميع أوامر صاحبة الجلالة وورثتها وخلفائها والضباط الموجودين فوقي".

راية الملكة لفوج بربادوس
كانت تُحمل راية الملكة لفوج باربادوس فقط عند ركوب الحرس لملكة باربادوس والعائلة المالكة والحاكم العام لبربادوس. وقدمت ماري -الأميرة الملكية وكونتيسة هاروود- للفوج أول عرض لراياته في 23 فبراير 1953. وعُرض العلم الملكي لأول مرة في احتفال احتشاد الراية في 19 فبراير 1975 بحضور الملكة. كما قاموا بعرضه في 21 نوفمبر 1987 للاحتفال بالذكرى السنوية الحادية والعشرين لاستقلال بربادوس، وفي 4 يونيو 2012 أثناء العرض العسكري تكريماً لليوبيل الماسي للملكة إليزابيث الثانية.

### التاج وقوات الشرطة
كانت قوة شرطة بربادوس تُعرف باسم "قوة شرطة بربادوس الملكية". قامت الملكة بمنح بادئة "ملكي" في أثناء زيارتها في فبراير 1966. قاموا بتغيير الاسم إلى "خدمة شرطة باربادوس" عندما ألغي النظام الملكي في عام 2021.
كان على كل عضو في قوة الشرطة الملكية في باربادوس أن يقسم قسم الولاء لملكة باربادوس عند توليهم لمناصبهم. وبموجب قانون الشرطة في بربادوس هذا نص أداء اليمين:
"أنا (الاسم) أقسم بالله العظيم وأؤكد بموجب هذا رسميًا وصادقًا أنني سأكون مخلصًا وأحمل الولاء الحقيقي لصاحبة الجلالة الملكة إليزابيث الثانية ورثتها وخلفائها، وأنني سأفعل ذلك وأنا أخدم جلالة الملكة وورثتها وخلفائها بإخلاص أثناء خدمتي في قوة شرطة بربادوس الملكية، وأنني سأخضع نفسي لجميع القوانين والأوامر واللوائح المتعلقة بالقوة المذكورة المعمول بها الآن أو التي قد تكون من وقت لآخر، ساري المفعول وسيؤدي جميع واجبات ضابط الشرطة وفقًا للقانون، دون خوف أو محاباة أو مودة أو سوء نية".

### الرموز الملكية في بربادوس
منذ بداية حكم الملكة إليزابيث الثانية فصاعدًا قاموا بتغيير الرموز الملكية في باربادوس لجعلها مميزة بطابع باربادوسي أو أنشئت رموز جديدة، مثل شعار النبالة الخاص بباربادوس (الذي قدمته الملكة في 14 فبراير 1966 إلى رئيس مجلس الشيوخ آنذاك السير جراي ماسيا) والمعيار الملكي الملكي لبربادوس الذي قاموا بإنشائه في عام 1975. وكان العلم الشخصي للحاكم العام في المرتبة الثانية من حيث الأولوية.

وكان الرمز الرئيسي للملكية هو الملكة نفسها. وهكذا عُرضت صورها المؤطرة في المباني العامة والمكاتب الحكومية. كما استقبلت صورة الملكة الزوار في طابور الهجرة في مطار بريدج تاون. كما ظهرت الملكة أيضًا على طوابع باربادوسية التذكارية. كما اُستخدم التاج لتوضيح النظام الملكي كمكان للسلطة، حيث ظهر على قوات الشرطة وعمال البريد وضباط السجون وشعارات فوج وقوة دفاع بربادوس البحرية وشعارات الرتب بالإضافة إلى الأوسمة البربادوسية، وهو النظام الذي تم إنشاؤه من خلال براءات الاختراع الصادرة عن الملكة إليزابيث الثانية في يوليو 1980.

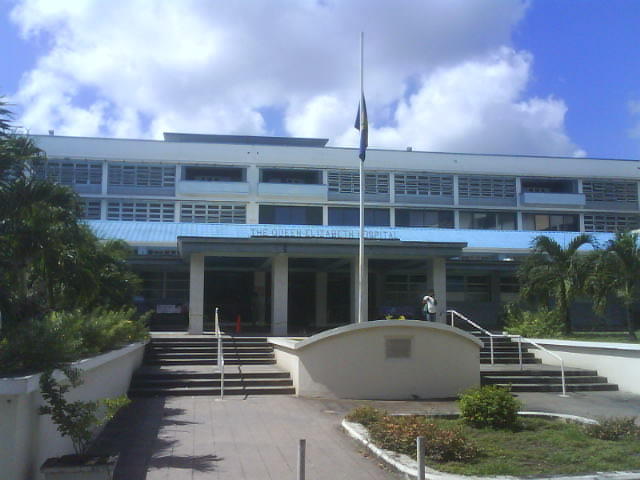
مستشفى الملكة إليزابيث في بريدج تاون
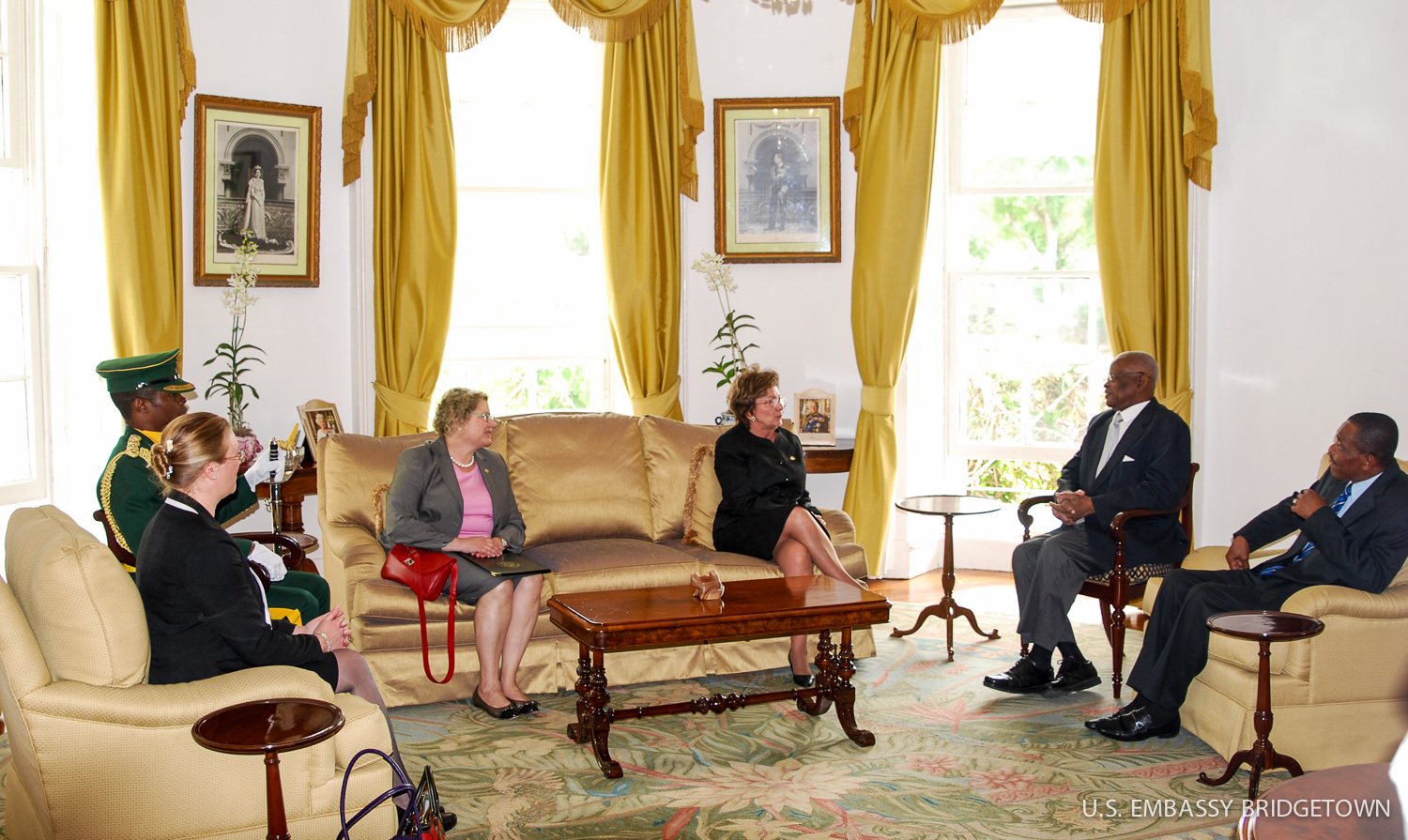
صور الملكة والأمير فيليب معروضة في دار الحكومة في بريدج تاون
علم الحاكم العام لباربادوس يحمل تاج القديس إدوارد
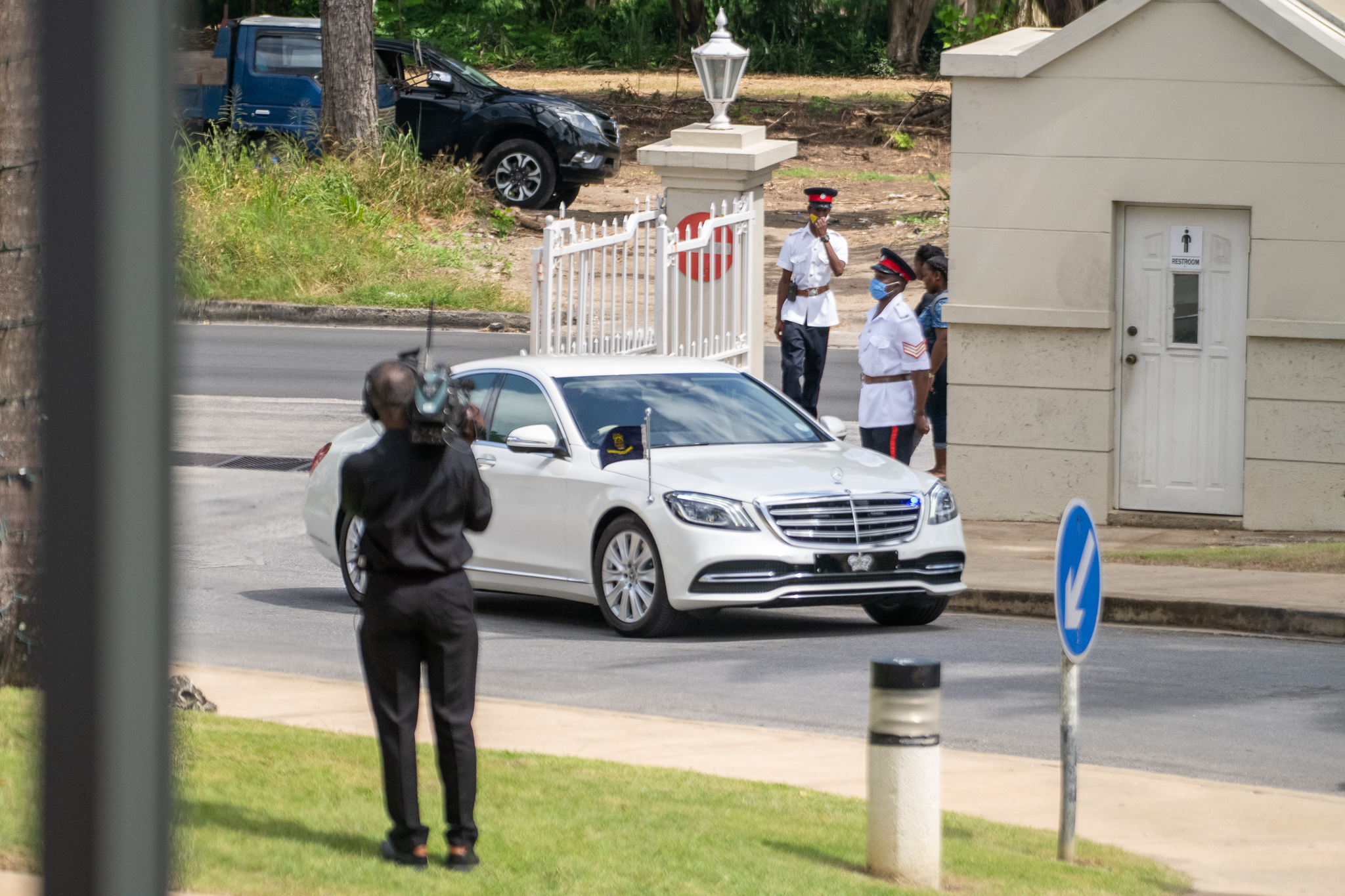
سيارة الحاكم العام ترفع العلم وتعرض التاج على لوحة الأرقام
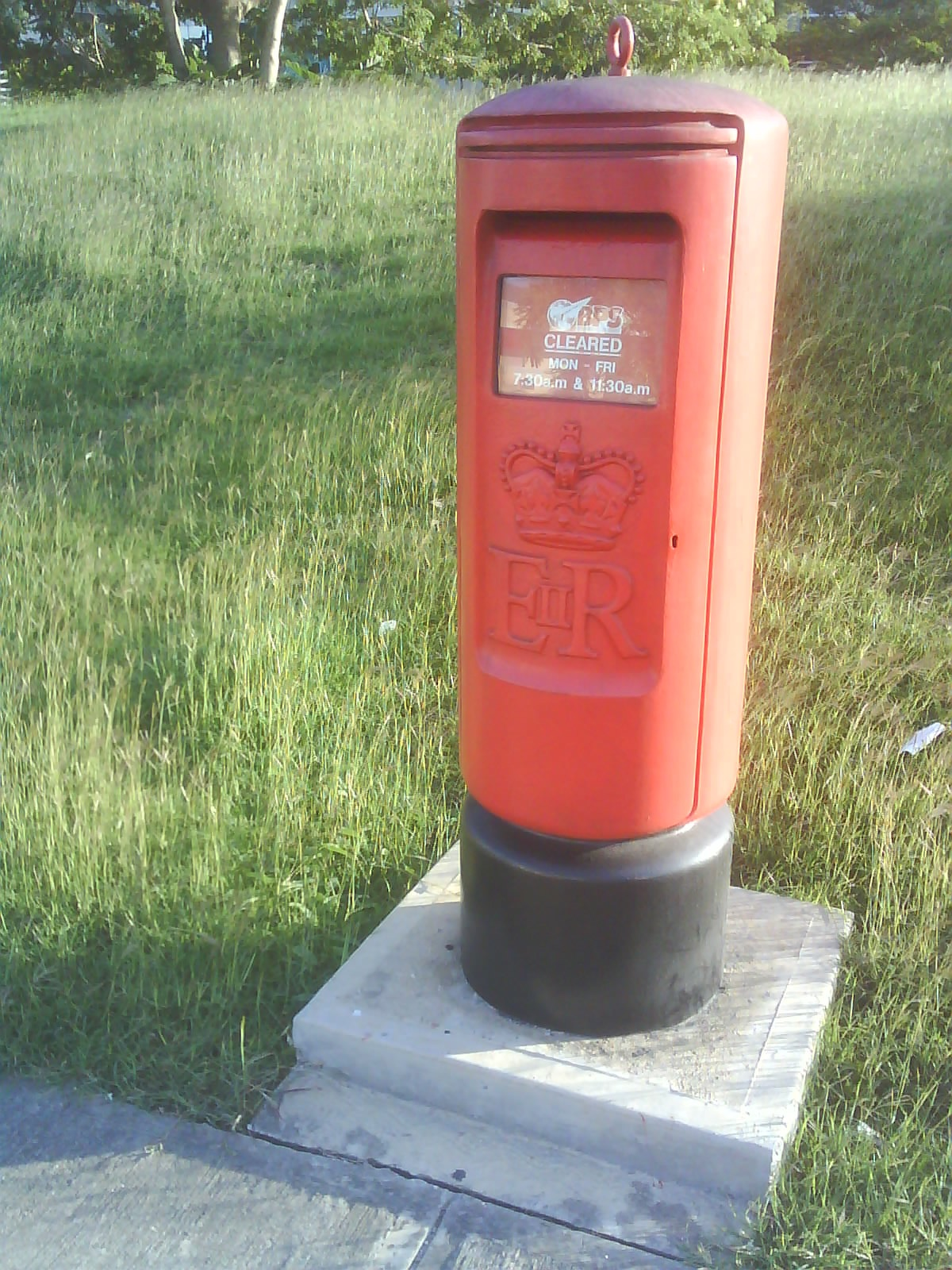
صندوق بريد في باربادوس يحمل الرمز الملكي للملكة إليزابيث الثانية
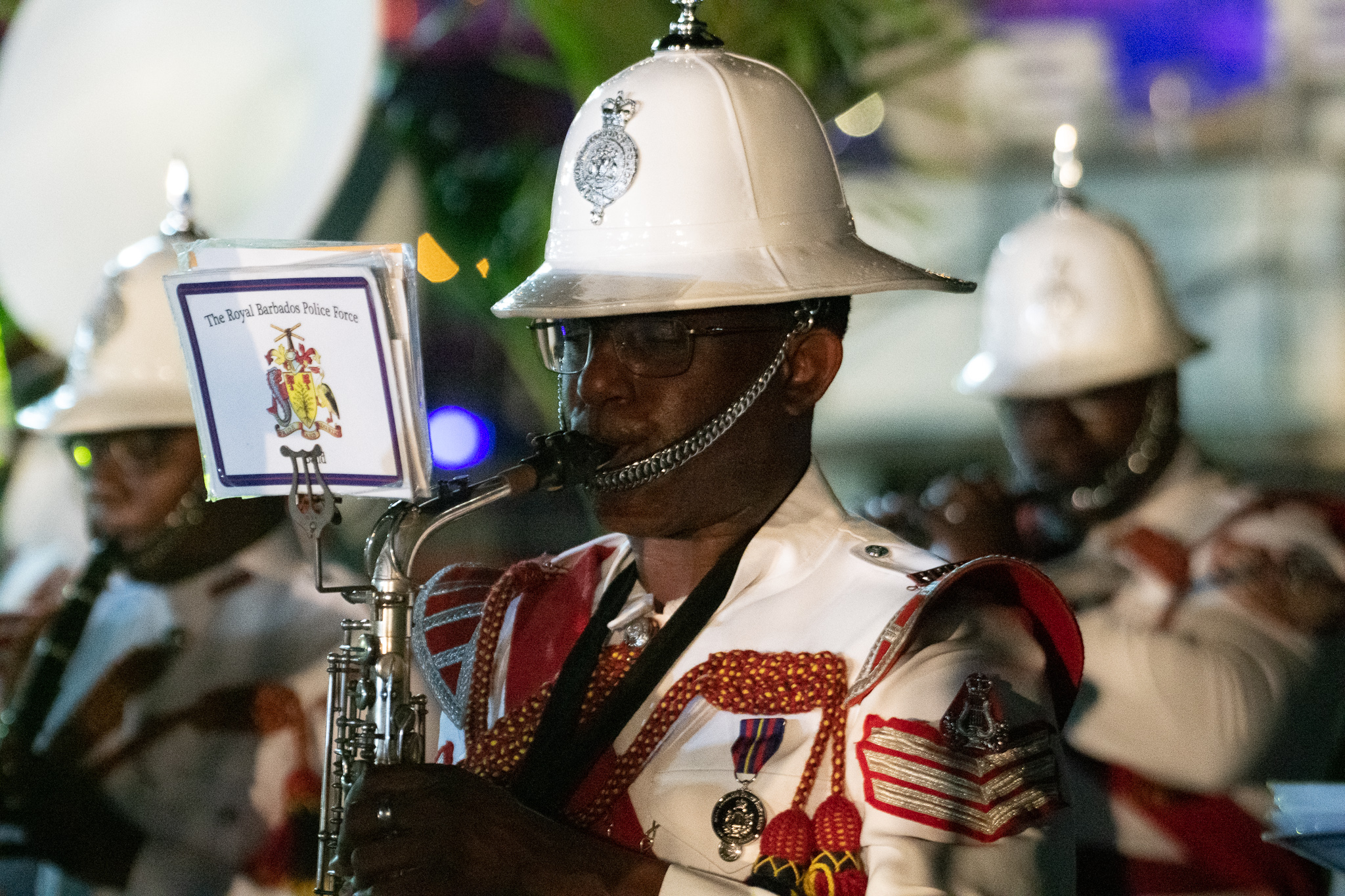
أغطية الرأس التي يرتديها أفراد قوة شرطة باربادوس الملكية والتي تحمل شعار سانت إدواردز

العلم الشخصي لملكة باربادوس
كان لدى إليزابيث الثانية معيار باربادوسي شخصي -في دورها كملكة بربادوس-. قامت باستخدامه لأول مرة عندما زارت الملكة باربادوس في عام 1975. يتكون العلم من حقل أصفر اللون مع شجرة تين ملتحية -وهو رمز راسخ لجزيرة بربادوس- والزهرة الوطنية -أزهار فخر بربادوس في كل من الزوايا العلوية. وعُرض قرص أزرق يحمل الحرف "E" متوجًا محاطًا بإكليل من الورود الذهبية بشكل بارز على العلم في وسط الشجرة.

علم إليزابيث الثانية كملكة باربادوس

### الزيارات الملكية

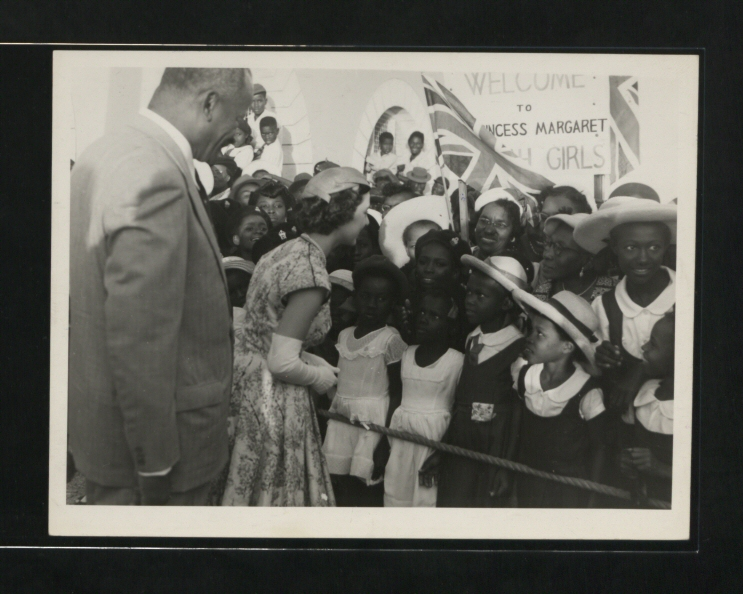
الأميرة مارغريت في حفل افتتاح مدرسة الأميرة مارغريت في بربادوس عام 1955

في فبراير 1966 قامت الملكة برفقة زوجها دوق إدنبرة بجولة في باربادوس، وافتتحت منتزه باركليز في سانت أندرو من بين أحداث أخرى. أثناء زيارتها عام 1975 منحت الملكة لقب فارس للاعب الكريكيت الباربادوسي جارفيلد سوبرز في حفل أقيم في الهواء الطلق أمام حشد من 50 ألف شخص في بريدج تاون. ثم عادت الملكة للاحتفال باليوبيل الفضي في عام 1977، وبعد أن ألقت كلمة أمام الدورة الجديدة للبرلمان، غادرت على متن طائرة الكونكورد والتي كانت أول رحلة أسرع من الصوت للملكة. كما كانت في باربادوس في عام 1989 للاحتفال بالذكرى السنوية الـ 350 لتأسيس برلمان باربادوس حيث تلقت خطابات من كلا المجلسين.
في عام 2010 زار الأمير هاري باربادوس لإطلاق أول كأس سنتيبيل للبولو ولزيادة الوعي وجمع التمويل لأعمال سنتيبيل.
وللاحتفال باليوبيل الماسي للملكة في عام 2012 استضافت البلاد الابن الأصغر للملكة وزوجته -إيرل وكونتيسة ويسيكس- في الفترة من 23 إلى 24 فبراير 2012. في جلسة مشتركة لبرلمان باربادوس قرأ الإيرل رسالة مكتوبة من الملكة حيث ذكرت الملكة أنها لاحظت مستوى التنمية الذي حققته باربادوس خلال 45 عامًا من الاستقلال ووصفت البلاد بأنها دولة صغيرة نموذجية للآخرين حول العالم.
زارت الأميرة الملكية في عام 2015. ثم زار الأمير هاري باربادوس نيابة عن الملكة في عام 2016 للاحتفال بالذكرى الخمسين لاستقلال بربادوس. وقدمت الملكة التهاني الشخصية لشعب وحكومة باربادوس بمناسبة بلوغها 50 عامًا من الاستقلال السياسي، وتطرقت إلى محبة عائلتها لباربادوس ومشاهدة تطور الأمة خلال ذلك الوقت. وفي رسالتها أشادت الملكة بالباربادوسيين وقالت إنهم "استمروا في الازدهار والنمو إلى أمة قوية واثقة. لقد حظيت المواهب الاستثنائية لشعبكم -من ملعب الكريكيت إلى صناعة الموسيقى- بالإعجاب والاعتراف في جميع أنحاء العالم".

## الجمهورية
ودعا رئيس الوزراء السابق أوين آرثر إلى إجراء استفتاء على التحول إلى جمهورية في عام 2005. وأعلن في 26 نوفمبر 2007 أن الاستفتاء سيعقد في عام 2008 بالتزامن مع الانتخابات العامة. في 2 ديسمبر 2007 ظهرت تقارير تفيد بأن هذا التصويت تم تأجيله بسبب المخاوف التي أثارتها لجنة الانتخابات والحدود. وبعد الانتخابات حل ديفيد تومسون محل آرثر كرئيس للوزراء.
في 22 مارس 2015 أعلن رئيس الوزراء فروندل ستيوارت عن نيته في نقل البلاد نحو شكل جمهوري من الحكم "في المستقبل القريب جدًا". وأكد الأمين العام لحزب العمال الديمقراطي جورج بيلجريم هذه الخطوة وقال إنها من المتوقع أن تتزامن مع الذكرى الخمسين لاستقلال باربادوس في عام 2016. ووفقًا لدستور البلاد يلزم الحصول على أغلبية الثلثين في البرلمان للموافقة على التغيير، وكان لحزب العمال الديمقراطي أغلبية الثلثين في مجلس الشيوخ ولكن ليس في مجلس النواب.

### إلغاء الملكية
في سبتمبر 2020 أعلنت حكومة حزب العمال في باربادوس برئاسة رئيسة الوزراء ميا موتلي في خطاب العرش أن باربادوس ستصبح جمهورية بحلول نوفمبر 2021، ليحل محل الملكة والحاكم العام رئيس يتمتع بنفس صلاحيات ووظائف الملك. وقد حصل حزب العمال في باربادوس على أغلبية الثلثين في مجلسي البرلمان في باربادوس.
في 20 سبتمبر 2021 قاموا بتقديم مشروع قانون الدستور (التعديل) (رقم 2) لعام 2021 إلى برلمان بربادوس. وقد أقر مشروع القانون في 6 أكتوبر/تشرين الأول التعديلات التالية على دستور بربادوس:
- يجب قراءة وتفسير جميع الإشارات في قانون باربادوس إلى جلالة الملكة والتاج والملك على أنها تشير إلى الدولة.
- يجب قراءة جميع الإشارات إلى الحاكم العام وتفسيرها على أنها إشارة إلى رئيس بربادوس.
- يجب قراءة وتفسير جميع الإشارات إلى "ممتلكات صاحبة الجلالة" على أنها إشارة إلى كومنولث الأمم.
- منح صلاحيات أو امتيازات التاج أو الملك للدولة مع مراعاة الدستور.
- منح الرئيس كافة حقوق وامتيازات الحاكم العام.
- نقل جميع الممتلكات التي تحتفظ بها التاج إلى الدولة.
- انتخاب أول رئيس في جلسة مشتركة لبرلمان باربادوس من خلال الترشيح المشترك لرئيس وزراء باربادوس وزعيم المعارضة بحلول 15 أكتوبر 2021 على أن يتم انتخاب الشخص لتولي منصبه في 30 نوفمبر 2021.
- بعد انتهاء فترة ولاية الرئيس الأول سينتخب الرؤساء المستقبليين إما من خلال ترشيح مشترك من قبل رئيس الوزراء وزعيم المعارضة أو في حالة عدم وجود ترشيح مشترك، من خلال تصويت مجلسي برلمان باربادوس حيث تكون هناك حاجة إلى أغلبية الثلثين.
- يشغل الرئيس منصبًا لمدة أربع سنوات.
- نقلت كافة صلاحيات الحاكم العام إلى الرئيس.
- تعديل القسم الرسمي لباربادوس لإزالة الإشارات إلى الملكة.[105]
- سيزال لقب "ملكي" من جميع المؤسسات التي تحمل هذا اللقب في اسمها.
- لن يقوموا بتعيين المحامين كمستشارين للملكة بعد الآن - ولكن على الأرجح سيتم تعيينهم كمستشارين كبار.

وقد تعرض القرار بالتحول إلى جمهورية دون إجراء استفتاء حول هذه القضية لانتقادات شديدة.
في 12 أكتوبر 2021 قام رئيس الوزراء وزعيم المعارضة بترشيح الحاكمة العامة السيدة ساندرا ماسون كمرشحة لمنصب أول رئيسة لباربادوس ثم قام البرلمان بانتخابها في 20 أكتوبر.

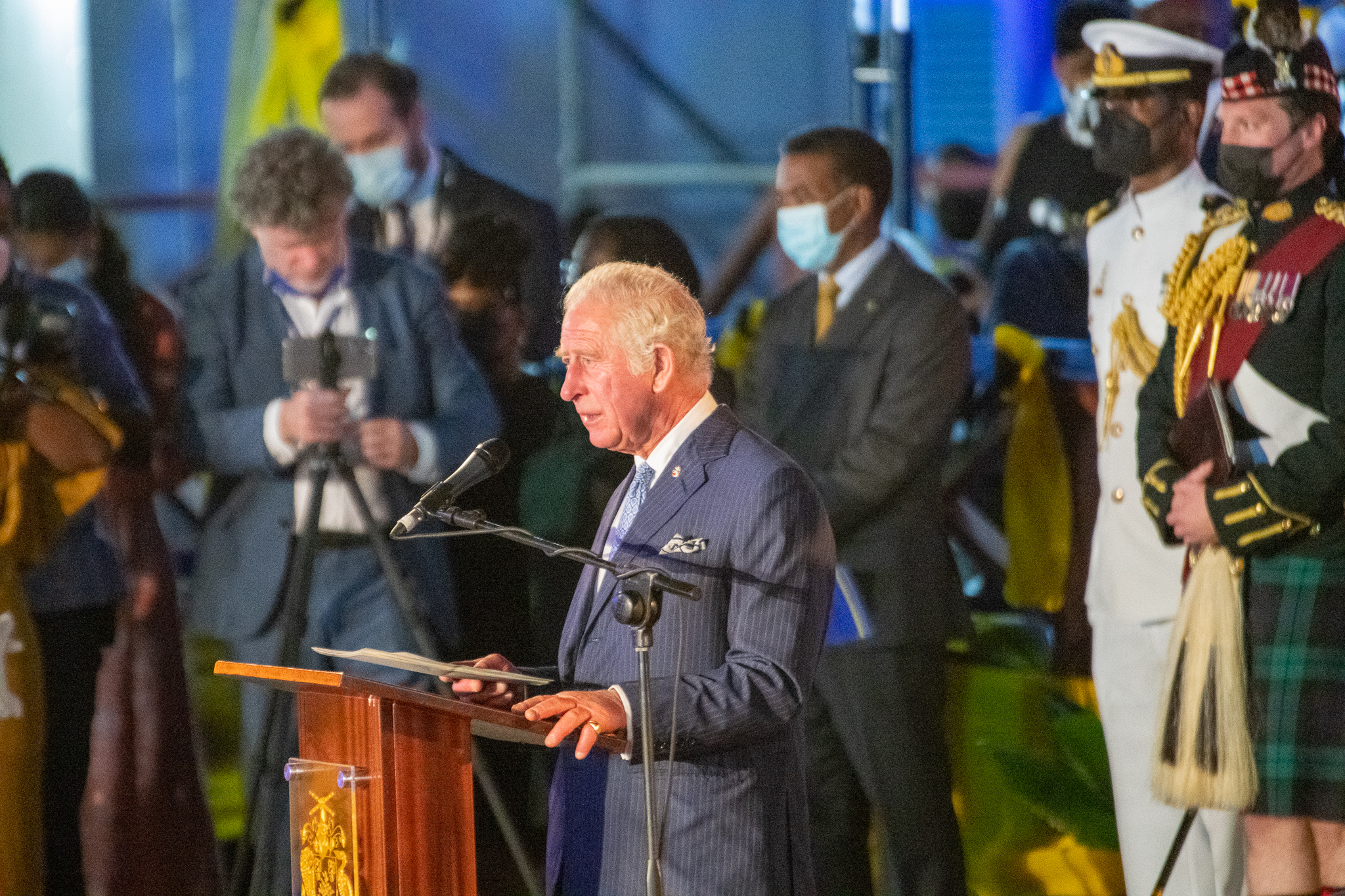
تشارلز -أمير ويلز- يلقي خطابًا في بريدج تاون وذلك بعد أن أصبحت بربادوس جمهورية

ألغي النظام الملكي في 30 نوفمبر 2021. وقاموا بتنصيب ساندرا ماسون كأول رئيسة للجمهورية التي تشكلت حديثًا. وفي رسالة إلى ميسون أرسلت الملكة إليزابيث الثانية تهانيها وتمنت لشعب باربادوس السعادة والسلام والازدهار في المستقبل. وبدعوة من رئيسة الوزراء ميا موتلي حضر تشارلز أمير ويلز -بصفته الرئيس المستقبلي للكومنولث- فعاليات واحتفالات يوم الجمهورية في بريدج تاون. وكانت هذه هي المرة الأولى التي يحضر فيها أحد أفراد العائلة المالكة عملية انتقال مملكة الكومنولث إلى جمهورية. وحصل الأمير على وسام الحرية من باربادوس وقام ببعض الالتزامات العامة.
قبل عام 2007 كان يتعين على مملكة الكومنولث التي تتحول إلى جمهورية أن تتقدم مرة أخرى بطلب للحصول على العضوية في الكومنولث الدولي. وبما أن هذا لم يعد هو الحال أصبحت باربادوس أول دولة تظل عضوًا بعد أن توقفت عن كونها دولة تابعة للكومنولث دون الحاجة إلى إعادة التقدم بطلب للحصول على عضوية الكومنولث.

## الملك
| لَوحَة (صورة) | الاسم الملكي (الولادة – الوفاة) | الحكم على بربادوس | الحكم على بربادوس | الاسم الكامل           | زوج/ة           | المنزل |
| لَوحَة (صورة) | الاسم الملكي (الولادة – الوفاة) | بداية             | نهاية             | الاسم الكامل           | زوج/ة           | المنزل |
| --- | ------------------------------- | ----------------- | ----------------- | ---------------------- | --------------- | ------ |
| | إليزابيث الثانية (1926–2022)    | 30 نوفمبر 1966    | 30 نوفمبر 2021    | إليزابيث ألكسندرا ماري | فيليب ماونتباتن | وندسور |
| الحكام العامون: جون مونتاجو ستو وأرلي وينستون سكوت وديتون ليسل وارد وهيو سبرينغر ونيتا بارو وكليفورد هاسباندز وإليوت بيلجريف وساندرا ماسون | إليزابيث الثانية (1926–2022)    |                   |                   |                        |                 |        |
| رؤساء الوزراء: إيرول بارو وتوم آدامز وهارولد برنارد سانت جون ولويد إرسكين سانديفورد وأوين آرثر وديفيد طومسون وفروندل ستيوارت وميا موتلي    | إليزابيث الثانية (1926–2022)    |                   |                   |                        |                 |        |

## الملاحظات
1. ↑  حكمت محكمة الاستئناف الإنجليزية في عام 1982: في حين أنه "يوجد شخص واحد فقط هو صاحب السيادة داخل الكومنولث البريطاني...في المسائل القانونية والحكومة -ملكة الولايات المتحدة المملكة- على سبيل المثال مستقلة تمامًا ومتميزة عن ملكة كندا."[11]
2. ↑  أثناء محاولة انقلاب جماعة المسلمين عام 1990 في ترينيداد وتوباغو المجاورة قاموا بالاستيلاء على جميع فروع الحكومة بنجاح في الجزيرة، مما أدى إلى اضطرار الرئيس والحكومة إلى التوقيع على عفو للعودة إلى الحكم.
3. ↑  كتب القاضي رولو في عام 2003 حكم محكمة أونتاريو أن "الاتحاد تحت... التاج مع دول الكومنولث الأخرى [هو] مبدأ دستوري".[24]

## روابط خارجية
- نسخة محفوظة November 22, 2021, على موقع واي باك مشين., Archive of Queen's Official website on Barbados
- Burleigh، Craig (2017). "Queen Elizabeth II Silver Jubilee in Barbados ends with her first flight on Concorde on a record setting flight back to London Heathrow". مؤرشف من الأصل في 2020-10-01. اطلع عليه بتاريخ 2017-04-15.
- Elizabeth II (يناير 2010). "Queen and Barbados: Royal visits". مؤرشف من الأصل في 2010-04-20. اطلع عليه بتاريخ 2010-01-16.
- Diamond Jubilee Celebration for Queen Elizabeth II on YouTube, Visits to Barbados by the Royal Family over the decades
- Alleyne، Peta (3 ديسمبر 2021). "CBC Presents: Barbados, A Republic". Special. CBC Presents. Bridgetown, Barbados: Caribbean Broadcasting Corporation (CBC) TV-8. مؤرشف من الأصل في 2023-04-11. اطلع عليه بتاريخ 2021-12-09.